# طلسم شکسته
طلسم شکسته فیلمی به کارگردانی سیامک یاسمی و نویسندگی ابراهیم زمانی آشتیانی محصول سال ۱۳۳۷ است.

## خلاصه داستان
مرد جوانی وارث املاک پدرش می‌شود...

## بازیگران
- ناصر ملک مطیعی
- ژاله
- نصرت‌الله محتشم
- تقی ظهوری
- تهمینه
- خسروانه
- جواد تقدسی
- فریدون نریمان